# Naturschutzgebiet Isla Glischa-Arvins-Seglias
Das Naturschutzgebiet Isla Glischa-Arvins-Seglias ist eine Flusslandschaft am Inn im Schweizer Kanton Graubünden. Es erstreckt sich über eine der grössten Flussauen im Engadin und ist als Naturschutzgebiet seit 1992 im Bundesinventar der Auengebiete von nationaler Bedeutung verzeichnet.
Seit 2013 wird der im 19. und 20. Jahrhundert wegen des Hochwasserschutzes und zur Gewinnung von Kulturland verbaute und kanalisierte Flussabschnitt wieder zu einer naturnaher Auenlandschaft umgestaltet.

## Name
Der offizielle Name des Schutzgebiets bezieht sich auf drei Stellen am oberen und unteren Ende der Flusslandschaft: «Isla Glischa» ist ein Flurbereich und eine Gewässerzone mit kleinen Weihern auf der linken Seite des Inns südlich des Schutzgebiets; das rätoromanische Wort isla entspricht dem deutschen «Insel» und bezeichnet in vielen Bündner Auengebieten Uferzonen und dann oft auch urbarisierte Grundstücke in der Nähe eines Flusses; das Adjekt «glischa» (w.) bedeutet «flach, eben» und auch «glitschig». «Arvins» und «Seglias» sind romanische Flurnamen von Landstücken am nördlichen Ende des Schutzgebiets; «Arvins» oder «Lejets d’Arvins» (deutsch «kleine Seen von Arvins») liegt links vom Inn, unterhalb des Waldes «God Arvins», und «Seglias» rechts vom Fluss.

## Geografie
Das 86,74 Hektar grosse Schutzgebiet liegt im Oberengadin in den Gemeinden Bever, La Punt-Chamues-ch und Samedan auf 1685 m ü. M. Es beginnt östlich von Samedan bei der neuen Mündung des Flaz in den Inn und umfasst den Gewässerraum und die Ufer am Inn bis zur Mündung der Ova Chamuera, eines anderen grossen Seitenflusses, bei La Punt-Chamues-ch. Der Flaz mündete früher oberhalb von Samedan in den Inn und wurde im Zusammenhang mit der Gewässerkorrektion 2002 bis 2005 in ein naturnahes Flussbett auf der Ostseite des Flugplatzes Samedan umgeleitet; jetzt erreicht er bei «Gravatscha» den Inn. Ein weiterer grösserer Zufluss ist der Wildbach Beverin, und von Osten fliessen aus kleineren Seitentälern die Ova da Val Champagna und die Ova da Müsellas in das Tal.
Nordöstlich von Samedan ist im ehemaligen Flussgebiet aus einer zwischenzeitlich ausgebeuteten Kiesgrube der See Lej da Gravatscha entstanden, der ein wichtiges Element der Naturlandschaft und ein Habitat für Wasservögel im Schutzgebiet darstellt. Der Ausdruck «gravatscha» bezieht sich auf das Schwemmgebiet mit dem Kieswerk und dem Baggersee und gehört zum Grundwort «grava» (deutsch «Geschiebe, Geröll, Schwemmland»).

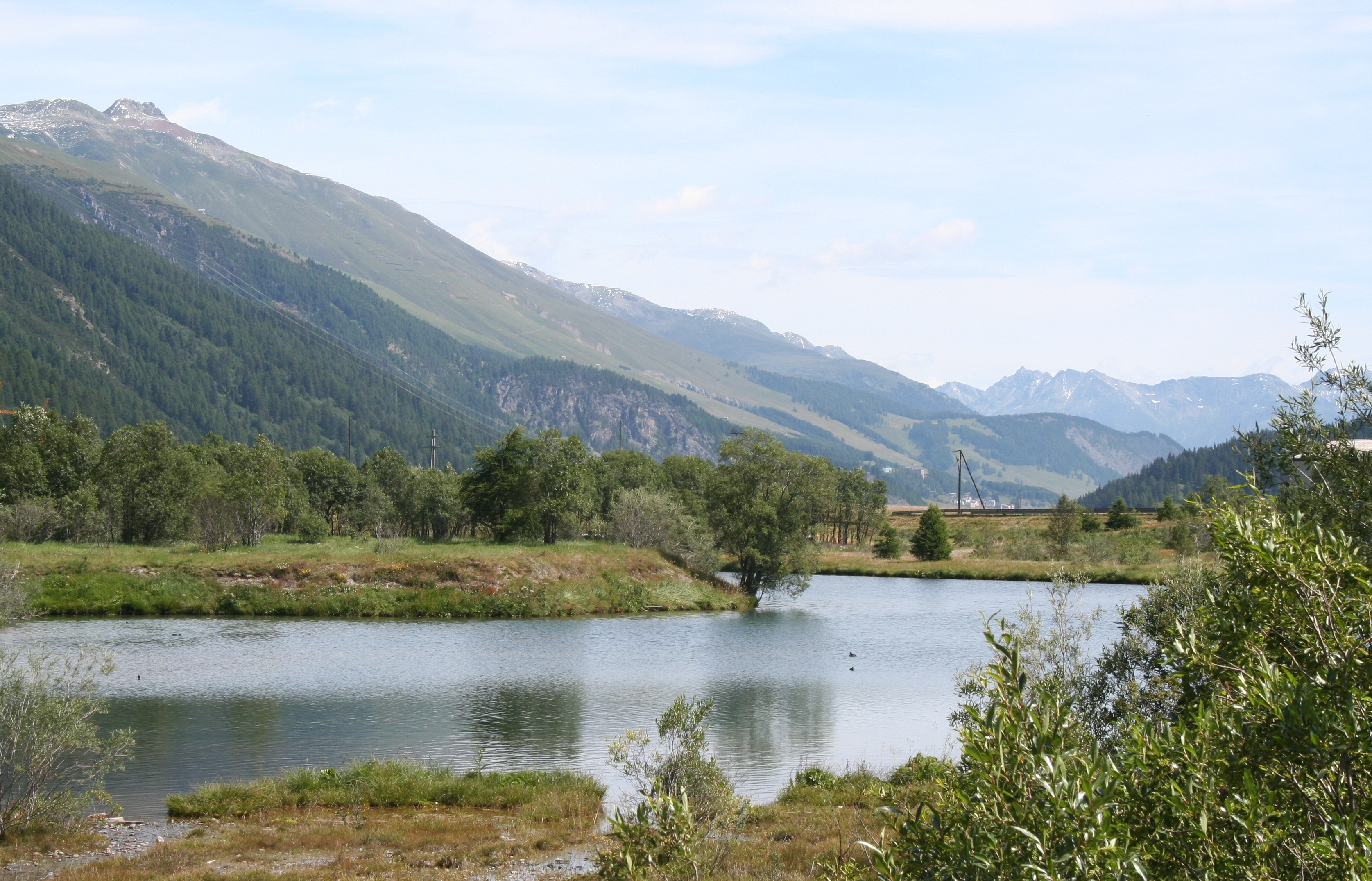
Der See «Lej da Gravatscha»

Auf dem flachen Talboden hat der Inn im Abschnitt des Schutzgebiets nur ein geringes Sohlgefälle von etwa 15 Metern, so dass er früher eine weite, teilweise sumpfige Ebene durchfloss, in der noch heute einige Feuchtgebiete erhalten sind. Die Fläche «Palüds-Agnas» bei Bever ist als national bedeutendes Amphibienlaichgebiet geschützt, und im Gebiet «Surent Pascul» rechts vom Inn liegt ein 14 Hektar grosses Moorgebiet. Eine Fläche mit dem Flurnamen «Palüds» liegt in der Nähe von Chamues-ch; das rätoromanische Wort «palüd» bedeutet auf Deutsch «Sumpf, Ried», was auf die ehemalige feuchte Auenlandschaft hinweist.
In der Nähe von La Punt-Chamues-ch durchqueren die Hauptstrasse 27 und die Bahnstrecke Bever–Scuol-Tarasp der Rhätischen Bahn das Auengebiet. Im Schutzgebiet überqueren nur zwei Brücken von Lokalstrassen nahe bei Bever den Inn. Auf den Dämmen beidseits des Flusses liegen Flurstrassen, die vor allem zum Unterhalt des kanalisierten Gerinnes dienten und bei der Renaturierung des Flussraums teilweise entfernt werden.

## Flussbau
Schon im 18. und 19. Jahrhundert errichteten die Engadiner Gemeinden und der Kanton Graubünden Hochwasserschutzdämme am Inn und seinen Seitenflüssen. Am Flaz wurden 1875 die ersten Seitendämme gebaut. Die häufigen Hochwasserereignisse verursachten nach Dammbrüchen jedoch weiterhin grosse Sachschäden. Nach einem schweren Hochwasser im Jahr 1954 wurde der Inn bei Bever als schmaler, begradigter Kanal zwischen hohen Dämmen gesichert, und auch die Gerinne der Zuflüsse wurden massiv verbaut. Im harten Flussbett fanden vor allem die Fische kaum noch geeignete Lebensräume. Das vom Inn durch die Dämme abgeschnittene Land auf beiden Seiten wird über Binnenkanäle entwässert.
Um die Kapazität des Gewässerraums für spätere Hochwasser mit Retentionsflächen zu vergrössern und für Pflanzen und Tiere neue Lebensräume zu schaffen, werden die Innauen im Oberengadin seit 2013 in mehreren Bauetappen revitalisiert. In der letzten Bauetappe bei La Punt wird die Kantonsstrasse auf einer Strecke von mehr als zwei Kilometern vom Fluss weg verlegt. Damit kann sich der Inn im Gebiet «Arvins» wieder auf einer weiten Fläche ausbreiten.

## Sport
Der Inn ist als Fischereigewässer bekannt. Dank der Renaturierung ist der Lebensraum für Fische stark verbessert.
Im Winter wird in der Ebene auf der rechten Seite des Inn eine Loipe für den Skilanglauf eingerichtet. Die Spur führt im Bereich «Gravatscha» durch das Auenschutzgebiet und wird jeweils im Monat März für den Engadin Skimarathon benützt.